# Ausacker
Ausacker (tiếng Đan Mạch: Oksager) là một đô thị thuộc huyện Schleswig-Flensburg, bang Schleswig-Holstein, Đức.